# Prémio Ophir
O Prémio (português europeu) ou Prêmio Ophir (português brasileiro) (em hebraico:  פרס אופיר), também conhecido como Óscar Israelita ou Prémio da Academia Israelita, é um prémio cinematográfico atribuído pela Academia Israelita de Cinema de Televisão. Entregue desde 1990, foi batizado em homenagem ao ator israelita Shaike Ophir. A estatueta do galardão foi projetada por Richard Shiloh.

## Vencedores
- 1990: Shuru
- 1991: Me'ever Layam
- 1992: Ha'khayyim Al Pi Agfa
- 1993: Niqmato Shel Itziq Finkelstein
- 1994: Sh'khur
- 1995: Kholeh Ahavah Beshikun Gimel
- 1996: Clara Haqdoshah
- 1997: Afulah Express
- 1998: Qirqas Palestinah
- 1999: Hakhaverim Shel Yanah
- 2000: Hahesder
- 2001: Khatunah Me'ukheret
- 2002: K'nafayyim Sh'vurot
- 2003: Ha'asonot Shel Ninah
- 2004: Medurat Hashevet
- 2005: Eyzeh Maqom Nifla
- 2006: Aviva Ahuvati e Adamah Meshuga'at
- 2007: Bikur Ha-Tizmoret
- 2008: Vals im Bashir
- 2009: Ajami
- 2010: Shliḥuto shel Ha'Memuneh al Mash'abey Enosh
- 2011: He'arat Shulayim
- 2012: L'male et Hekhalal
- 2013: Beit Lechem
- 2014: Get — Ha'mishpat shel Vivian Amsalem
- 2015: Baba Joon
- 2016: Sufat Chol
- 2017: Foxtrot
- 2018: The Cakemaker
- 2019: Yamim Noraim
- 2020: Asia
- 2021: Vayhi Boker